# Werner Hippler
Werner Stephan Hippler (Colonia, 30 luglio 1970) è un ex giocatore di football americano e attore tedesco che ha giocato come tight end.
Dopo la carriera nel football americano ha avuto due piccole parti come attore, nella serie Il Clown e nel film Straight Shooter e una più importante nello scripted reality Die Autoeintreiber.

## Palmarès
- 3 World Bowl (Frankfurt Galaxy, 1995, 1999, 2003)
- 1 German Bowl (Red Barons Cologne, 1988; Braunschweig Lions, 1999, 2006, 2007, 2008)